# Onthophagus lagnyi
Onthophagus lagnyi là một loài bọ cánh cứng trong họ Bọ hung (Scarabaeidae).